# Visconde de Peso da Régua
Visconde de Peso da Régua foi um título nobiliárquico criado por decreto de 4 de Julho de 1823 do rei D. João VI de Portugal a favor do general Gaspar Teixeira de Magalhães e Lacerda, que viria a ser comandante das forças fiéis a D. Miguel durante o Cerco do Porto.
Usaram o título as seguintes pessoas:
1. Rodrigo de Sousa Teixeira da Silva Alcoforado, 2.º barão, 1.º visconde e 1.º conde de Vila Pouca;
2. Rodrigo de Sousa Teixeira da Silva Alcoforado, 2.º visconde e 2.º conde de Vila Pouca;
3. Gaspar Teixeira de Sousa da Silva Alcoforado, 3.º conde de Vila Pouca.
4. Manuel de Mendonça Figueira de Azevedo Pinto de Sousa Balsemão, 4.°conde de Vila Pouca.
5. Aires Adolfo de Mendonça Cardoso de Menezes Figueira de Azevedo Pinto de Sousa Barbosa Montenegro Melo e Faro de Lucena Tovar de Noronha e Vasconcelos, 5.° conde de Vila Pouca.
6. Aires Pinto Cardoso de Mendonça Teixeira, 6.° conde de Vila Pouca.
7. José Manuel de Mendonça Pinto de Sousa Sotomaior de Menezes Saavedra e Lancastre Montenegro, 7.° conde de Vila Pouca.
8. José Miguel Pinto de Mendonça e Lancastre Montenegro e Silva, 8.° conde de Vila Pouca (pretendente).
9. José Manuel Beleza de Pinho de Mendonça e Lencastre Teixeira Sequeira , 8° Conde de Vila Pouca ( pretendente ).

1. Gaspar Teixeira de Magalhães e Lacerda, 1.º Visconde do Peso da Régua.

Após a Implantação da República Portuguesa, e com o fim do sistema nobiliárquico, usou o título: 
1. Maria Henriqueta Teixeira de Sousa da Silva Alcoforado, 2.ª Viscondessa do Peso da Régua, 4.ª Condessa de V